# Martin Hongla
Martin Hongla, né le 16 mars 1998 à Yaoundé, est un footballeur camerounais. Il évolue au poste de milieu défensif au Grenade CF.
C'est un milieu récupérateur polyvalent, également capable d'évoluer en défense centrale.

## Biographie

### En club
Il joue 10 matchs en première division espagnole avec le club de Grenade en 2017.
En janvier 2018, il est prêté par Grenade au FC Barcelone B, pour une durée de six mois, avec une option d'achat.
Par la suite, lors du mercato hivernal 2019, il est de nouveau prêté, cette fois-ci envers le club ukrainien du Karpaty Lviv. Il joue avec cette équipe 13 matchs en première division ukrainienne, inscrivant deux buts, lors de l'année 2019.
Le 3 juillet 2019, il signe un contrat de quatre saisons en faveur du club belge du Royal Antwerp.
Le 31 janvier 2023, Hongla est retourné en Espagne et dans son championnat de premier niveau, après avoir accepté un prêt de six mois avec le Real Valladolid. Le 12 janvier 2024, Hongla est retourné à Granada. Il aurait signé un contrat de trois ans et demi pour un montant de transfert de 2,5 millions d'euros.

### En équipe nationale
Le 10 novembre 2022, il est sélectionné par Rigobert Song pour participer à la Coupe du monde 2022.

## Palmarès
- Royal Antwerp Football Club
  - Coupe de Belgique
    - Vainqueur :  2020
- Meilleur  passeur  de  la  CAN  2021 (3 passes décisives).